# Дескальсас-Реалес
|                          |  |  |
| Фасад та інтер'єр собору |  |  |

Монастир Дескальсас-Реалес (ісп. Monasterio de las Descalzas Reales, досл. «монастир босоногих принцес») — мадридський монастир, заснований в 1559 році Хуаною Австрійською на місці палацу її батька Карлоса I.

## Історія
Принцеса передала залишки королівської резиденції в розпорядження ордена кларисинок. За її допомоги, а також черниць монастиря, була зібрана колекція творів мистецтва. Плафон розписаний Клаудіо Коельо, на сходах знаходиться фреска, що зображає Філіпа IV і членів королівської сім'ї. Вона веде на криту аркаду на другому поверсі, оточену капличками, в яких поміщені картини й антикварні предмети. У головній каплиці похована принцеса Хуана.
Початковим архітектором церкви був Антоніо Сіллеро. Фасад розроблений в 1559 році Хуаном Баутіста де Толедо, який також спроектував покрівельну частину церкви. Частини вівтаря, хору і ризницю прикрашені Хуаном Гомесом де Мора в 1612 році. Гаспар Бесерра закінчив розписувати ретабло вівтаря, але воно згоріло в пожежі 1862 року разом з багатьма картинами та фресками Хуана Пантохи де ла Круса.
У кімнаті з гобеленами зберігаються гобелени XVII століття та роботи Яна Брейгеля Старшого, Тіціана, Сурбарана, Мурільйо та Рібери. Знаменитий композитор Томас Луїс де Вікторія працював в монастирі з 1587 році й до своєї смерті в 1611 році.